# Movimiento Demócrata Cristiano
El Movimiento Demócrata Cristiano (en eslovaco: Kresťanskodemokratické hnutie, KDH) es un partido político democratacristiano de Eslovaquia.

## Historia
El partido fue fundado en 1990 bajo la dirección de Ján Čarnogurský hasta el año 2000 en que le sucedió Pavol Hrušovský. Antes de las elecciones de 2016, estuvo dirigido por Ján Figeľ, sin embargo la derrota en tales elecciones, provocó la renuncia de Figeľ en favor de Pavol Zajac que actuó como líder provisional hasta que se eligió un nuevo líder. Figeľ aprobó a Milán Majerský, alcalde de Levoča, para la posición.
El KDH era un miembro de la coalición de gobierno, pero  dejó la coalición el 7 de febrero de 2006 debido a disputas sobre un tratado internacional entre Eslovaquia y la Santa Sede sobre el trato de la objeción de conciencia por motivos religiosos.
En las elecciones de 2006, el partido ganó un 8.3% del voto popular y 14  de 150 escaños.
Cuatro miembros parlamentarios prominentes (František Mikloško, Vladimír Palko, Rudolf Bauer y Pavol Minárik) dejaron el partido el 21 de febrero de 2008 debido a su insatisfacción con el partido, su liderazgo y sus políticas, y fundaron los Demócratas Conservadores de Eslovaquia (KDS) en julio.
En las elecciones de 2012, KDH recibió el 8.82% del voto, colocándose como el segundo partido más grande en el Consejo Nacional con 16 diputados, siendo el partido líder de la oposición a la Dirección-Socialdemocracia (SMER-SD).
En las elecciones europeas de 2014, KDH obtuvo el segundo lugar nacionalmente, recibiendo 13.21% del voto y eligiendo 2 eurodiputados.
En las elecciones de 2016, el partido sólo ganó un 4.94% del voto, perdiendo todos sus escaños. Esta fue la primera vez desde su fundación que el partido no logró entrar en el parlamento. Siguiendo la derrota electoral, KDH eligió a Alojz Hlina como su nuevo líder.

## Resultados de elección

### Consejo Nacional
| Elección | Votos        | %     | Escaños | +/- | Gobierno                              |
| -------- | ------------ | ----- | ------- | --- | ------------------------------------- |
| 1990     | 648.782 (#2) | 19,21 | 31/150  |     | Coalición con VPN y DS                |
| 1992     | 273.945 (#3) | 8,89  | 18/150  | 13  | Oposición (1992-1994)                 |
| 1992     | 273.945 (#3) | 8,89  | 18/150  | 13  | Coalición con SDL, DEÚS y NDS (1994)  |
| 1994     | 289.987 (#4) | 10,08 | 17/150  | 1   | Oposición                             |
| 1998     | 884.497 (#2) | 26,33 | 42/150  | 25  | Coalición con SDL, MKP y SOP          |
| 2002     | 237.202 (#5) | 8,25  | 15/150  | 27  | Oposición                             |
| 2006     | 191.443 (#6) | 8,31  | 14/150  | 1   | Oposición                             |
| 2010     | 215.755 (#4) | 8,53  | 15/150  | 1   | Coalición con SDKÚ-DS, SaS y Most–Híd |
| 2012     | 225.361 (#2) | 8,82  | 16/150  | 1   | Oposición                             |
| 2016     | 128.908 (#9) | 4,94  | 0/150   | 16  | Extraparlamentario                    |
| 2020     | 134.099 (#8) | 4,65  | 0/150   |     | Extraparlamentario                    |
| 2023     | 202.515 (#5) | 6,82  | 12/150  | 12  | Oposición                             |

### Presidencial
| Elección | Candidato          | Primera vuelta | Primera vuelta | Segunda vuelta | Segunda vuelta |
| Elección | Candidato          | Votos          | %              | Votos          | %              |
| -------- | ------------------ | -------------- | -------------- | -------------- | -------------- |
| 1999     | Rudolf Schuster    | 1,396,950      | 47.37          | 1,727,481      | 57.18          |
| 2004     | František Mikloško | 129,414        | 6.50           | —              | —              |
| 2009     | Iveta Radičová     | 713,735        | 38.05          | 988,808        | 44.47          |
| 2014     | Pavol Hrušovský    | 63,298         | 3.33           | —              | —              |
| 2019     | František Mikloško | 122,916        | 5.72           | —              | —              |
| 2024     | Ivan Korčok (Ind.) | 958,393        | 42.51          |                |                |

### Parlamento Europeo
| Año  | Votos   | Porcentaje | Escaños | Sitio |
| ---- | ------- | ---------- | ------- | ----- |
| 2004 | 113,655 | 16.19      | 3/14    | 4.º   |
| 2009 | 89,905  | 10.87      | 2/13    | 4.º   |
| 2014 | 74,108  | 13.21      | 2/13    | 2.º   |
| 2019 | 95,588  | 9.69       | 2/14    | 4.º   |
| 2024 | 105,602 | 7.14       | 1/15    | 5.º   |